# Marattiaceae
Die Marattiaceae sind eine Familie der Farne. Sie ist die einzige rezente Familie innerhalb der Ordnung Marattiales und bildet auch die einzige rezente Familie innerhalb der Klasse Marattiopsida.

## Merkmale

### Wurzeln und Stamm
Die rezenten Arten besitzen große fleischige Wurzeln mit polyarchem (vielstrahligem) Xylem. Die Wurzelhaare sind mehrzellig. Alle Organe sind von Schleimkanälen durchzogen. Das Rhizom ist fleischig, kurz, aufrecht oder kriechend und hat eine polyzyklische Diktyostele. Andere Arten haben einen kurzen, knolligen Stamm (Angiopteris). Der junge Stamm hat eine Protostele. Später teilt sie sich zu einer Polystele, wobei der Stamm an Dicke zunimmt. Der Farnstamm hat daher eine Kegelgestalt mit der Spitze nach unten, sekundäres Dickenwachstum fehlt. Manche rezente Formen haben eine Siphonostele. Die Stammbasis wird durch die Blattfüße verstärkt, die nach dem Blattfall stehenbleibenden Blattbasen. Auch Adventivwurzeln tragen zur Stabilität bei.

### Blätter und Sporangien

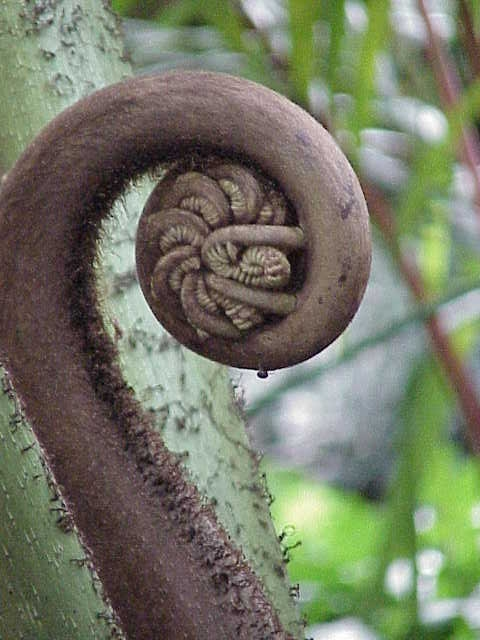
Junges Blatt vom Bootfarn (Angiopteris evecta)

Am Stamm sitzt ein Bündel von Blattwedeln. Diese sind einige Meter lang und meist ein- bis mehrfach gefiedert. Einige Arten, wie Danaea simplicifolia, haben ungeteilte Blätter. In der Jugend sind die Blätter eingerollt und haben am Grund ein großes, fleischiges Nebenblatt-Paar. Die Blätter sind fleischig. Am Blatt wie an den Fiedern sitzen Gelenke (Pulvini). Die Blattnervatur ist offen. Das Xylem des Blattstiels ist polyzyklisch. Stamm und Blattspreiten sind von Schuppen besetzt.
Die Sporangien sitzen auf der Blattunterseite. Es gibt also keine Trennung in sterile und fertile Blätter, es sind Sporotrophophylle. Die Sporangien sind isospor. Bei manchen Gattungen sind sie seitlich zu Synangien verwachsen: diese sind kapselartig, gefächert und springen bei Reife auf. Bei anderen sind die Sporangien frei oder in Haufen (Sori) zusammengefasst. Die Sporangienwand besteht aus mehr als einer Zellschicht (eusporangiat) und haben keinen Anulus. Jedes Sporangium bildet 1000 bis 7000 Sporen.

### Gametophyt
Die Prothallien sind langlebig (bis mehrere Jahre) und haben endophytische Mykorrhizapilze. Im Gegensatz etwa zu den Psilotopsida sind sie aber grün und autotroph. Der Thallus ist mehrschichtig, lebermoosähnlich und von Anfang an flächig entwickelt. Die Antheridien und Archegonien sitzen an der Unterseite und sind eingesenkt.
Die Chromosomengrundzahl beträgt x = 40 (selten 39).

## Vorkommen
Die Marattiaceae wachsen in tropischen Wäldern. Marattia ist pantropisch verbreitet, Angiopteris und Christensenia sind in Ost- und Südost-Asien heimisch, Danaea in Südamerika. Die größte Artenvielfalt erreichen sie im malaiischen Raum. Sie wachsen terrestrisch, selten auf Gestein.

## Paläontologie
Die ältesten Fossilien der Marattiales sind aus dem Karbon bekannt. Besonders im Rotliegenden waren sie recht artenreich. Sie bildeten Bäume, deren Stämme wurzelumkleidet waren und bis 10 Meter hoch wurden. Damals dominierten sie über die heute vorherrschenden leptosporangiaten Farne. Megaphyton zeichnete sich durch zweizeilig angeordnete Wedel aus.

## Etymologie
Die Bezeichnung Marattia verweist auf den italienischen Geistlichen und Botaniker Giovanni Francesco Maratti (1723–1777), welcher als Professor in Rom tätig war.

## Systematik
Es gibt vier rezente Gattungen mit rund 150 Arten. Die Gruppe ist monophyletisch.

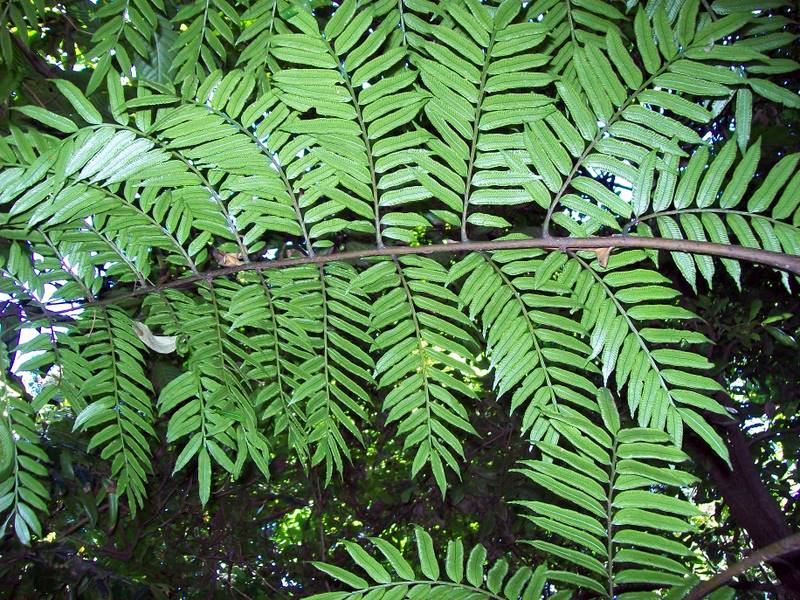
Marattia howeana

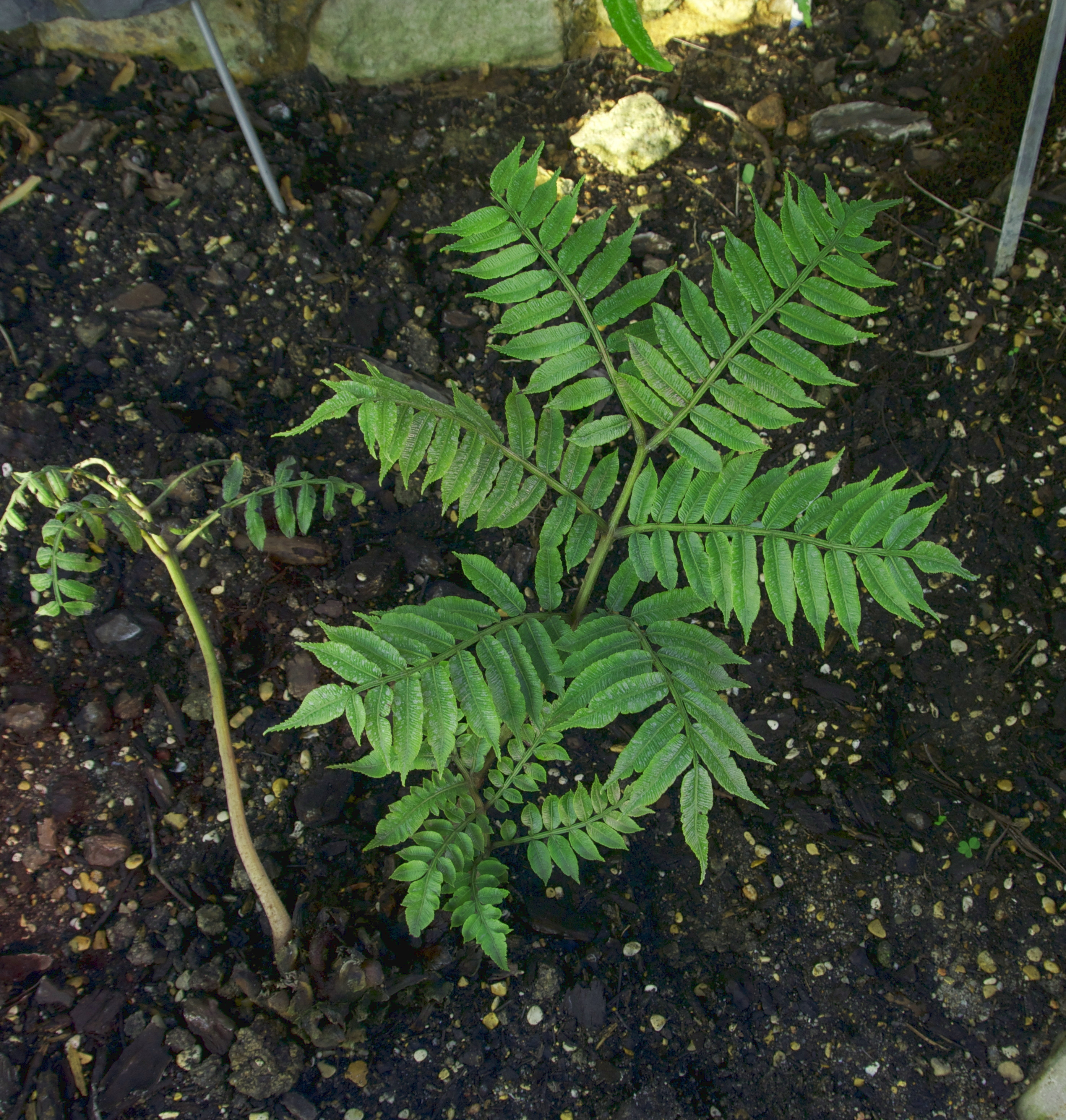
Marattia purpurascens

- Angiopteris Hoffm., mit – je nach Autor – einer oder bis zu etwa 100 Arten, darunter:
  - Bootfarn (Angiopteris evecta (G. Forst.) Hoffm.), der von Madagaskar bis zum tropischen Asien und dem westlichen Pazifik vorkommt.[3]
- Christensenia Maxon, mit zwei Arten in Assam und im westlichen Malesien
- Danaea Sm., mit etwa 16–30 Arten in Amerika
- Marattia Sw., mit etwa 6–60 Arten in den Tropen und in der gemäßigten Zone der Südhalbkugel, darunter:
  - Marattia alata Sw., Heimat: Westindien, tropisches Südamerika
  - Marattia cicutifolia Kaulf., Heimat: Südbrasilien
  - Marattia fraxinea J. Sm., Heimat: tropisches und südliches Afrika, Madagaskar, Mauritius[3]

Manche Autoren führen eine fünfte Gattung Archangiopteris Christ & Giesenh., diese wird jedoch meist zu Angiopteris gestellt. Danaea und Christensenia werden manchmal auch in eigene Familien gestellt.